# 翁弗勒尔
翁弗勒尔（法語：Honfleur，法語發音：[ɔ̃flœʁ] ⓘ），法国西北部城市，诺曼底大区卡尔瓦多斯省的一个市镇，隶属于利雪区，其市镇面积为13.67平方公里，2022年1月1日时人口数量为6,751人，在法国城市中排名第1,592位。
翁弗勒尔位于卡尔瓦多斯省东北部，塞纳河口南侧，和勒阿弗尔隔河相望，是一个区域性的中心城市，历史上为重要殖民港口，现代则因旅游业而兴盛。

## 地名来源
“翁弗勒尔”的地名来源尚存在争议。根据《法国西部报》一篇文章的论述，“Hon-”一名可能出自维京海盗船长Hona；“-fleur”则可能与fleuve有关；而根据Actu.fr一篇文章的论述，“Honfleur”一名可能转写自古诺斯语“Hornfloth”，意为“有激流的河口”。

## 历史

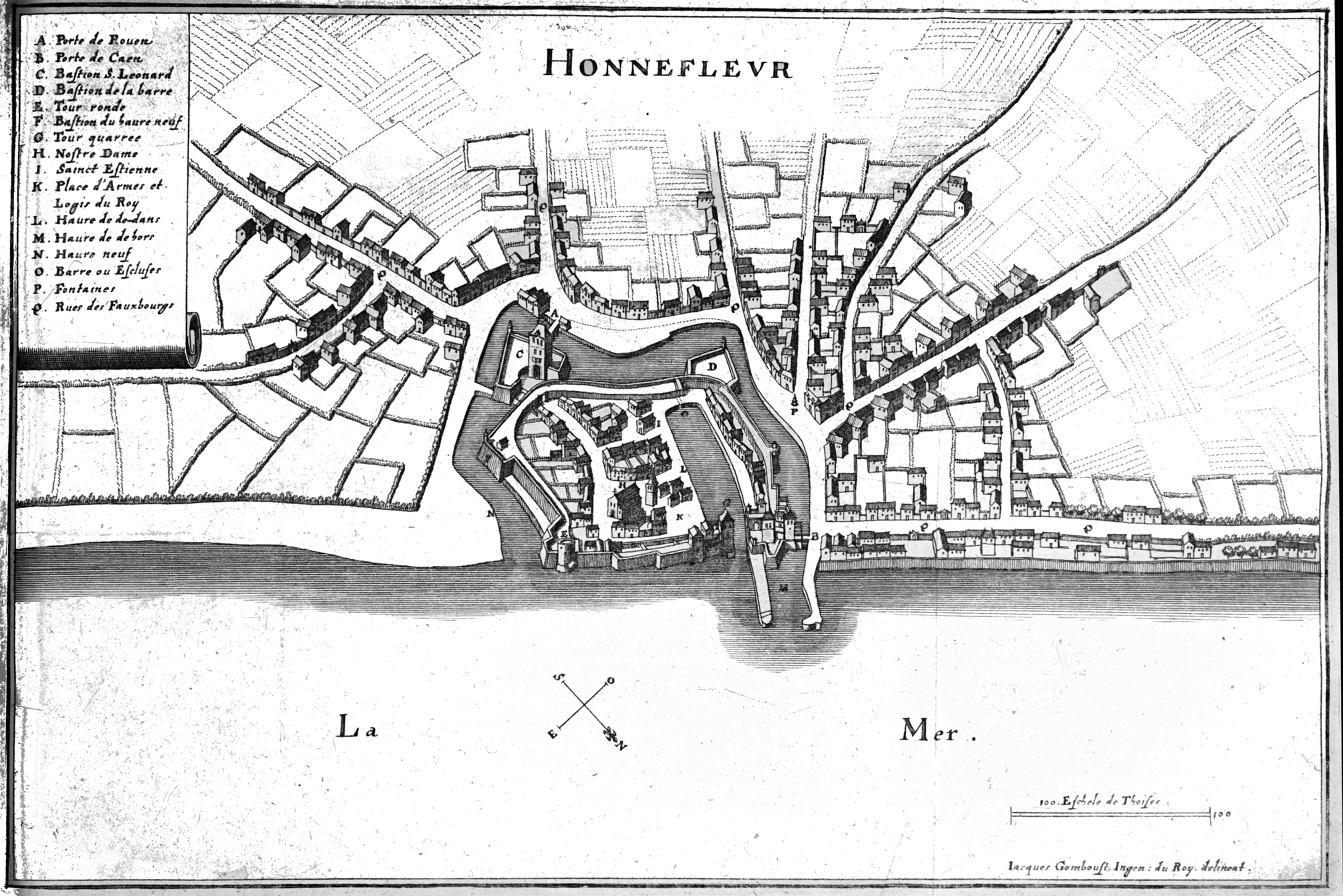
1657年的翁弗勒尔地图

翁弗勒尔的早期历史尚不清楚，该地中世纪时长期为诺曼底公国的一部分。十四世纪英法百年战争期间，法兰西国王查理五世看中了翁弗勒尔地区的军事战略地位，他在此建成了防御城堡及皇家中尉院。17世纪中后期，翁弗勒尔城墙被拆除。18世纪时，得益于黑奴贸易的发展，翁弗勒尔成为法国大西洋沿岸第三大黑奴转运港口。1785年，奥尔良公爵将中尉院卖给了当地领主。法国大革命后，翁弗勒尔成为卡尔瓦多斯省的一个市镇。自18世纪以来，塞纳河口附近的经济重心逐渐转移至右岸的勒阿弗尔地区，翁弗勒尔的城市发展停滞不前，当地人口数量亦有所下降。第二次世界大战期间，纳粹德军于1940年6月16日占领翁弗勒尔，该地于1944年8月25日被解放。1973年，瓦苏伊（一写“瓦祖伊”）整体并入翁弗勒尔。自20世纪80年代以来，翁弗勒尔开始大力发展旅游业，当地兴建了多处游览及游客接待设施。2009年，翁弗勒尔正式获得由法国政府颁发的“海滨旅游地”（Station balnéaire et touristique）认证称号。

## 地理

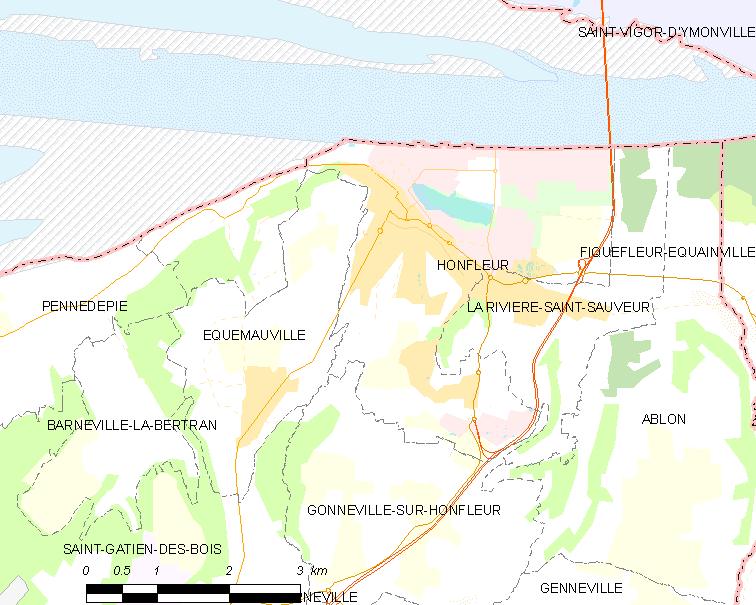
翁弗勒尔市镇范围地图

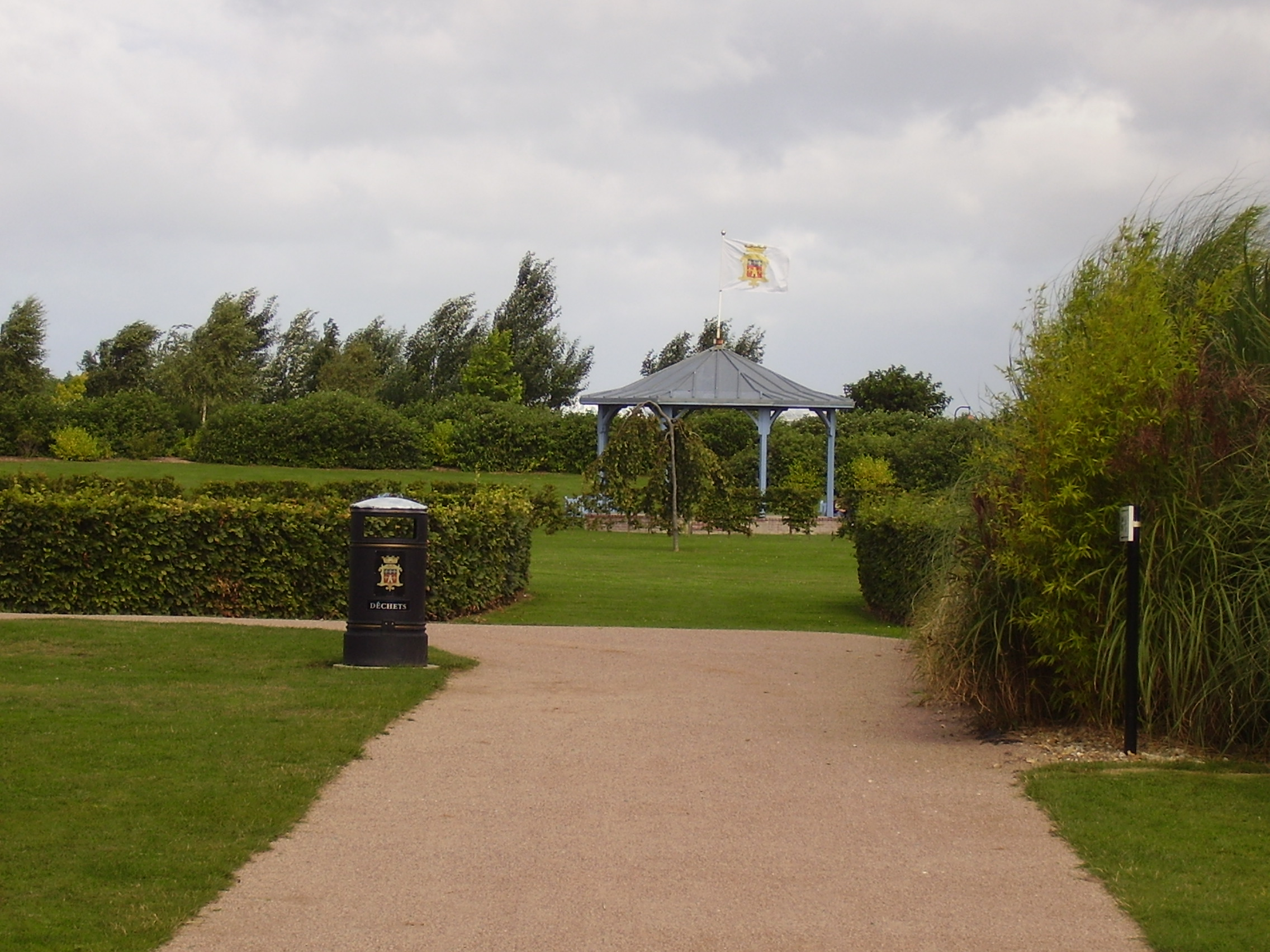
人物花园

翁弗勒尔位于法国西北部，诺曼底大区北部和卡尔瓦多斯省东北部，距离省会卡昂大约59公里。与翁弗勒尔接壤的市镇包括：埃克莫维尔、戈讷维尔叙翁弗勒尔、佩讷德皮和拉里维耶尔-圣索沃尔。

### 地形
翁弗勒尔位于塞纳河口左岸的海滨地带，境内以平原和浅丘为主，市镇中心地势较为平坦，市区西南侧和东南侧分别为若利山（Mont Joli）和瓦萨勒岭（La Côte Vassale），全境海拔在0到117米之间。

### 水文
翁弗勒尔位于塞纳河口左岸，人工开凿的卡诺塘（Bassin Carnot）连接翁弗勒尔内港和加来海峡。

### 植被
翁弗勒尔属于温带阔叶混交林区，林地多分布于山坡地带及河流附近，市镇范围西南部为布勒伊树林（Bois du Breuil），市区北部的人物花园（Jardin des personnalités）是当地主要的城市绿地。
在鲜花城市的评比中，翁弗勒尔被评为4星级（最高级）鲜花城市。

### 气候
翁弗勒尔在柯本气候分类法中属于温带海洋性气候（Cfb）。
距离翁弗勒尔最近的常年气象站位于多维尔境内，以下为该气象站的数据：
| 多维尔 1991年－2020年 | 多维尔 1991年－2020年 | 多维尔 1991年－2020年 | 多维尔 1991年－2020年 | 多维尔 1991年－2020年 | 多维尔 1991年－2020年 | 多维尔 1991年－2020年 | 多维尔 1991年－2020年 | 多维尔 1991年－2020年 | 多维尔 1991年－2020年 | 多维尔 1991年－2020年 | 多维尔 1991年－2020年 | 多维尔 1991年－2020年 | 多维尔 1991年－2020年 |
| 月份                  | 1月                   | 2月                   | 3月                   | 4月                   | 5月                   | 6月                   | 7月                   | 8月                   | 9月                   | 10月                  | 11月                  | 12月                  | 全年                  |
| --------------------- | --------------------- | --------------------- | --------------------- | --------------------- | --------------------- | --------------------- | --------------------- | --------------------- | --------------------- | --------------------- | --------------------- | --------------------- | --------------------- |
| 历史最高温 °C（°F）   | 16.8 (62.2)           | 20.9 (69.6)           | 24.2 (75.6)           | 26.7 (80.1)           | 30.6 (87.1)           | 35 (95)               | 39.4 (102.9)          | 37.7 (99.9)           | 33.2 (91.8)           | 28.9 (84.0)           | 21.3 (70.3)           | 16.4 (61.5)           | 39.4 (102.9)          |
| 平均高温 °C（°F）     | 7.4 (45.3)            | 8.2 (46.8)            | 11 (52)               | 13.9 (57.0)           | 16.9 (62.4)           | 19.7 (67.5)           | 21.6 (70.9)           | 21.7 (71.1)           | 19.2 (66.6)           | 15.3 (59.5)           | 10.9 (51.6)           | 8.1 (46.6)            | 14.5 (58.1)           |
| 日均气温 °C（°F）     | 5 (41)                | 5.3 (41.5)            | 7.5 (45.5)            | 9.7 (49.5)            | 12.7 (54.9)           | 15.5 (59.9)           | 17.4 (63.3)           | 17.5 (63.5)           | 15.2 (59.4)           | 12 (54)               | 8.2 (46.8)            | 5.5 (41.9)            | 11 (52)               |
| 平均低温 °C（°F）     | 2.5 (36.5)            | 2.4 (36.3)            | 4.1 (39.4)            | 5.6 (42.1)            | 8.5 (47.3)            | 11.3 (52.3)           | 13.2 (55.8)           | 13.4 (56.1)           | 11.1 (52.0)           | 8.7 (47.7)            | 5.4 (41.7)            | 3 (37)                | 7.4 (45.3)            |
| 历史最低温 °C（°F）   | −17.8 (0.0)           | −14.2 (6.4)           | −9.1 (15.6)           | −3.3 (26.1)           | −0.6 (30.9)           | 1.3 (34.3)            | 5.9 (42.6)            | 6 (43)                | 2.1 (35.8)            | −3.1 (26.4)           | −7.1 (19.2)           | −10.3 (13.5)          | −17.8 (0.0)           |
| 平均降水量 mm（）     | 77.9 (3.07)           | 64.4 (2.54)           | 61.2 (2.41)           | 60.4 (2.38)           | 65.3 (2.57)           | 68.3 (2.69)           | 64.2 (2.53)           | 81.4 (3.20)           | 80.4 (3.17)           | 95.3 (3.75)           | 94.5 (3.72)           | 107.1 (4.22)          | 920.4 (36.24)         |
| 月均日照時數          | 66.8                  | 81.4                  | 127.6                 | 177.9                 | 190                   | 203.3                 | 205.3                 | 196.2                 | 160                   | 113.4                 | 70.7                  | 58.3                  | 1,650.9               |
| 来源：infoclimat.fr   |                       |                       |                       |                       |                       |                       |                       |                       |                       |                       |                       |                       |                       |

## 行政区划
翁弗勒尔的市镇编号为14333，邮政编号为14600。
在行政管理方面，翁弗勒尔隶属于法国诺曼底大区卡尔瓦多斯省利雪区；在地方选举方面，翁弗勒尔是翁弗勒尔-多维尔县的中央投票站所在地，其市镇范围全境被划入卡尔瓦多斯省第四选区；在社会管理方面，翁弗勒尔是翁弗勒尔-伯兹维尔地区市镇公共社区的办公驻地。
截至2024年8月，翁弗勒尔市镇范围内的为城市政策优先街区。
法国国家统计与经济研究所（简称“INSEE”）在进行数据统计时，将翁弗勒尔及相邻的另外9个市镇设为翁弗勒尔城市核心区（2020年扩充至共12个）及翁弗勒尔城市区。自2020年起，翁弗勒尔城市区被包含11个市镇的翁弗勒尔城市辐射区代替。此外，INSEE还将翁弗勒尔市镇分为了7个“块区”（IRIS），以便于统计人口分布情况。

## 交通

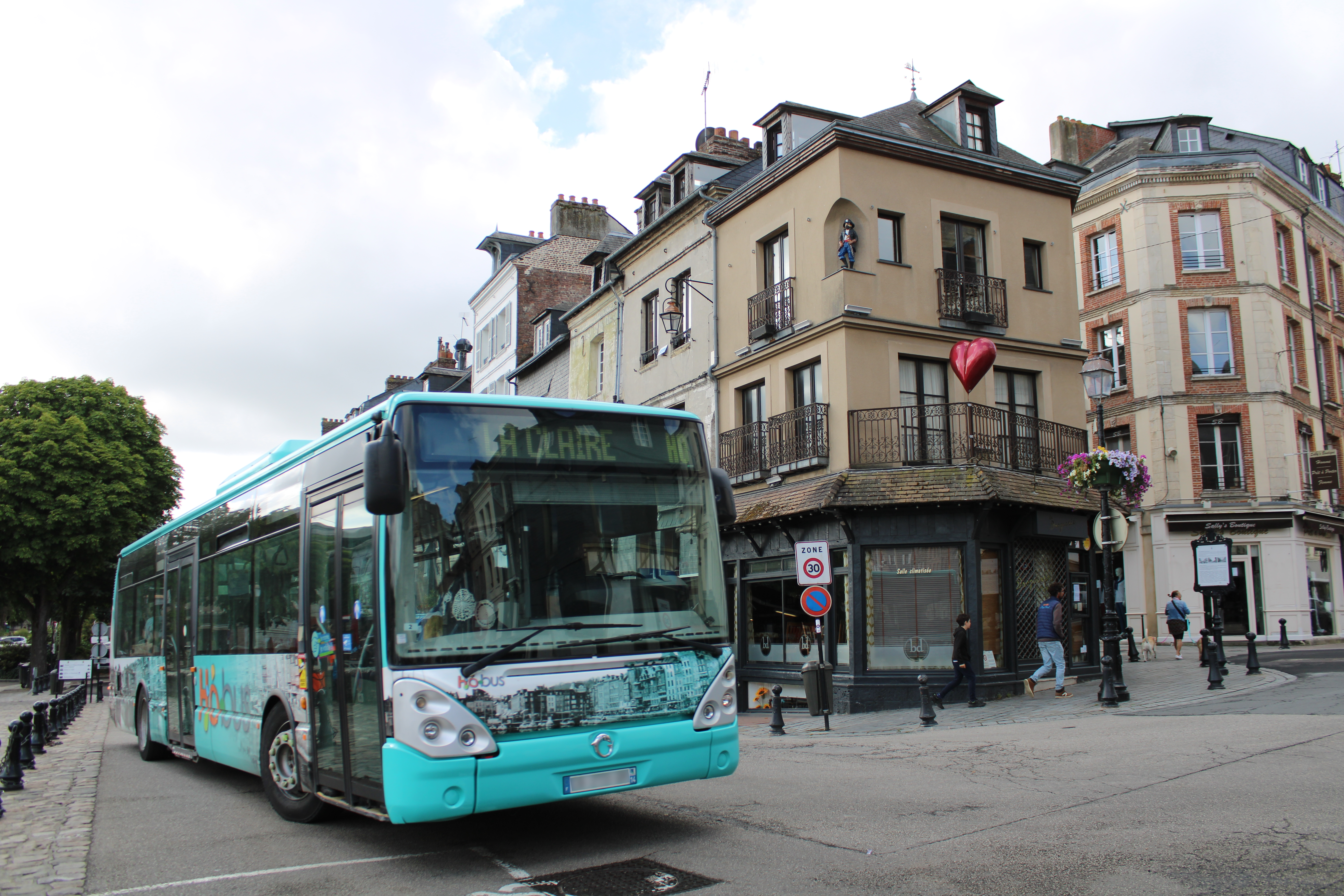
翁弗勒尔街头行驶的公共汽车

### 公路
法国国家A29号高速公路经过翁弗勒尔东侧，并设有3号出入口；另有卡尔瓦多斯省省道D279线、D289线、D513线、D579A线、D580线和D580A线在翁弗勒尔境内交汇。诺曼底大区公共交通（商业名称为“NOMAD”）下属的卡尔瓦多斯省城际客运111线、122线、123线和214线经停翁弗勒尔，可通往卡昂、勒阿弗尔、卡堡、利雪、蓬托德梅尔、埃夫勒等地。
| 3 | 3.1 |

|  | 16 |

| 卡昂 | 65 |

| 多维尔 | 15 |

| 鲁昂 | 78 |

| 蓬托德梅尔 | 24 |

| 勒阿弗尔 | 25 |

| 蓬莱韦克 | 17 |

2020年，46.0%的翁弗勒尔家庭拥有至少一辆私人汽车。2022年，翁弗勒尔境内共发生各类交通事故12起，造成21人受伤，其中5人重伤。

### 铁路
翁弗勒尔位于蓬莱韦克—翁弗勒尔铁路的终点，该铁路已废弃。
距离翁弗勒尔最近的运营中的客运铁路车站为15公里外的特鲁维尔-多维尔站，该站停靠前往利雪、巴黎和迪沃-卡堡站方向的区域列车。

### 航空
翁弗勒尔距离勒阿弗尔机场的公路里程大约29公里。

### 城市公共交通
翁弗勒尔城市公共交通（商业名称为“HO Bus”）是当地的城市公共交通系统。截至2024年8月，该系统共包括三条公交线路，路网覆盖了翁弗勒尔市区内的主要街道和居民区。

## 政治

### 市政内阁

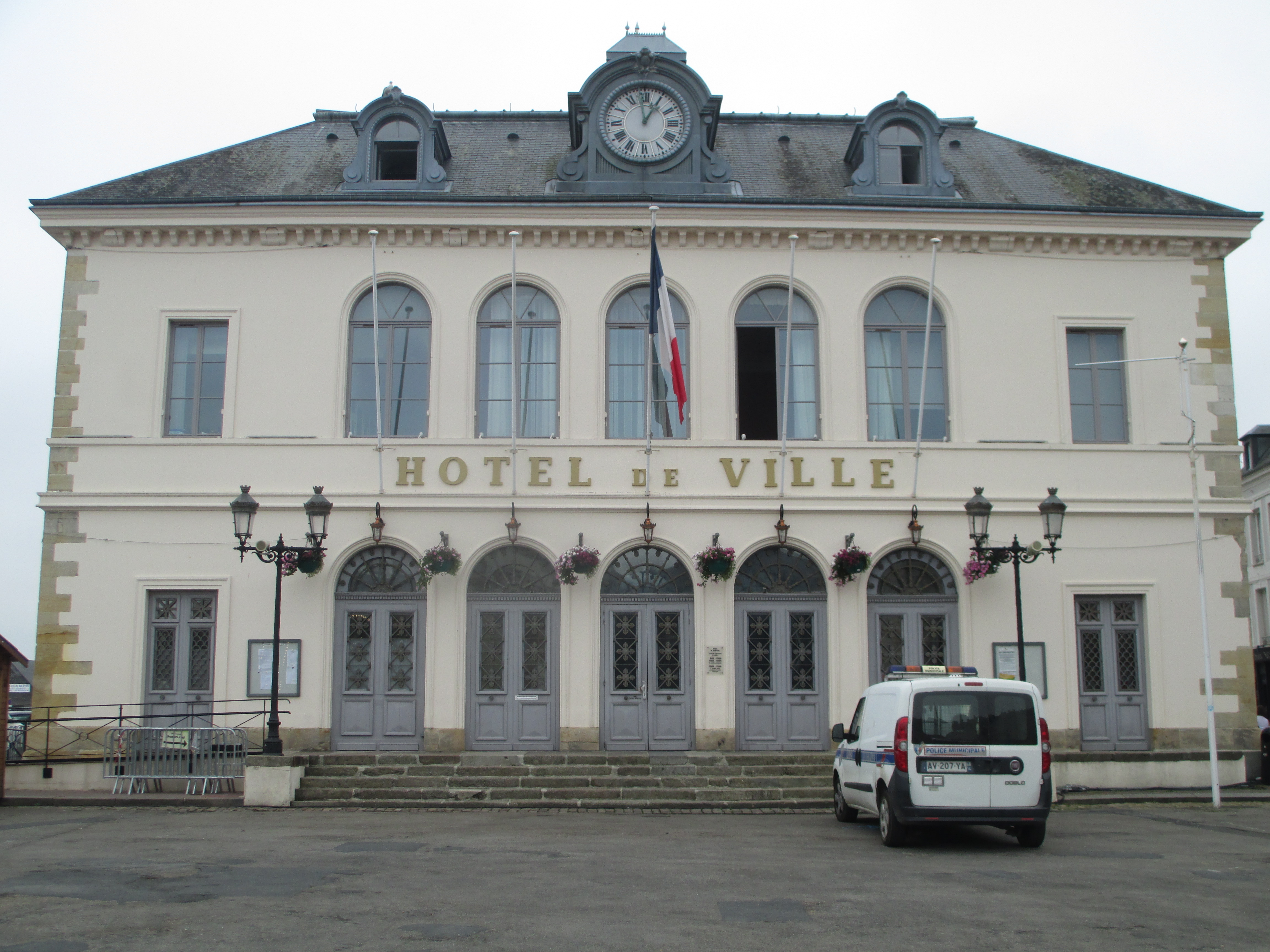
翁弗勒尔市政厅

翁弗勒尔的现任市长为米歇尔·拉马尔先生（Michel LAMARRE），他是一名中间派，在2020年的市政选举中获得了73.01%的支持率。
| 翁弗勒尔历届市长 | 翁弗勒尔历届市长                     | 翁弗勒尔历届市长                   |
| 任期             | 市长                                 | 党派                               |
| ---------------- | ------------------------------------ | ---------------------------------- |
| 1944年－1947年   | Albert PATIN 阿尔贝·帕坦             | 無黨籍                             |
| 1947年－1971年   | Maurice DELANGE 莫里斯·德朗热        | RPF法国人民联盟 →DVD右翼无党派人士 |
| 1971年－1995年   | Marcel LIABASTRE 马塞尔·利亚巴斯特尔 | DVD右翼无党派人士                  |
| 1995年－         | Michel LAMARRE 米歇尔·拉马尔         | DVD右翼无党派人士 →DVC混杂中间派   |

### 各级选举
| 翁弗勒尔历届投票选举结果 | 翁弗勒尔历届投票选举结果 | 翁弗勒尔历届投票选举结果 | 翁弗勒尔历届投票选举结果 | 翁弗勒尔历届投票选举结果           | 翁弗勒尔历届投票选举结果 | 翁弗勒尔历届投票选举结果 | 翁弗勒尔历届投票选举结果           | 翁弗勒尔历届投票选举结果 | 翁弗勒尔历届投票选举结果 |
| 选举项目                 | 选举范围                 | 选区单位                 | 选区单位内的选举结果     | 选区单位内的选举结果               | 选区单位内的选举结果     | 选区单位内的选举结果     | 选区单位内的选举结果               | 选区单位内的选举结果     | 参考资料                 |
| 选举项目                 | 选举范围                 | 选区单位                 | 第一轮胜出者             | 第一轮胜出者                       | 支持率                   | 第二轮胜出者             | 第二轮胜出者                       | 支持率                   | 参考资料                 |
| ------------------------ | ------------------------ | ------------------------ | ------------------------ | ---------------------------------- | ------------------------ | ------------------------ | ---------------------------------- | ------------------------ | ------------------------ |
| 2017年法國總統選舉       | 法國                     | 市镇                     |                          | 埃马纽埃尔·马克龙                  | 23.42%                   |                          | 埃马纽埃尔·马克龙                  | 64.1%                    | [ 27 ]                   |
| 2017年法国立法选举       | 卡尔瓦多斯省第四选区     | 市镇                     |                          | 克里斯托夫·布朗谢                  | 39.91%                   |                          | 克里斯托夫·布朗谢                  | 54.32%                   | [ 27 ]                   |
| 2019年欧洲议会选举       | 法國                     | 市镇                     |                          | 若尔丹·巴尔代拉                    | 24.65%                   | （不适用）               | （不适用）                         | （不适用）               | [ 29 ]                   |
| 2021年法国省级选举       | 卡爾瓦多斯省             | 县                       |                          | 米歇尔·拉马尔 科莱特·努韦尔-鲁斯洛 | 62.93%                   |                          | 米歇尔·拉马尔 科莱特·努韦尔-鲁斯洛 | 78.94%                   | [ 30 ] [ 31 ]            |
| 2021年法国省级选举       | 卡爾瓦多斯省             | 市镇                     |                          | 米歇尔·拉马尔 科莱特·努韦尔-鲁斯洛 | 66.49%                   |                          | 米歇尔·拉马尔 科莱特·努韦尔-鲁斯洛 | 82.05%                   | [ 30 ] [ 31 ]            |
| 2021年法国大区选举       |                          | 市镇                     |                          | 埃尔韦·莫兰                        | 42.39%                   |                          | 埃尔韦·莫兰                        | 50%                      | [ 32 ]                   |
| 2022年法国总统选举       | 法國                     | 市镇                     |                          | 埃马纽埃尔·马克龙                  | 29.9%                    |                          | 埃马纽埃尔·马克龙                  | 54.64%                   | [ 27 ]                   |
| 2022年法国立法选举       | 卡尔瓦多斯省第四选区     | 市镇                     |                          | 克里斯托夫·布朗谢                  | 30.98%                   |                          | 克里斯托夫·布朗谢                  | 53.69%                   | [ 27 ]                   |
| 2024年欧洲议会选举       | 法國                     | 市镇                     |                          | 若尔丹·巴尔代拉                    | 33.9%                    | （不适用）               | （不适用）                         | （不适用）               | [ 27 ]                   |
| 2024年法国立法选举       | 卡尔瓦多斯省第四选区     | 市镇                     |                          | 尚塔尔·亨利                        | 36.06%                   |                          | 克里斯托夫·布朗谢                  | 56.39%                   | [ 27 ]                   |

## 人口
2021年，翁弗勒尔市镇人口数量为6,761，在法国排名第1,592位。其中男性3,096人，女性3,646人，75岁及以上人口占9.7%，外籍人口数量为178人，人口密度为495人/平方公里，当地居民被称为（男性）或（女性）。2022年，翁弗勒尔境内出生67人，死亡人口73人。
| 翁弗勒尔1901年－2021年人口变化情况 |
|                                    |
| 数据来源：Cassini、INSEE           |

## 经济
翁弗勒尔是一个区域性的中心城市。截至2024年8月，翁弗勒尔市镇范围内共有各类用人单位（包含自雇）1,973家，平均历史为17年，其中98.97%为中小型企业（PME），2024年6月至8月间，当地的经济活力指数为0。（大型零售）、（销售）及（挂车制造）是当地2022年已公布营业额最高的三个企业，分别为576,260,847欧元、17,900,926欧元和7,291,672欧元。

## 财政与居民收入
2022年，翁弗勒尔的财政收入总额为20,819,200欧元，财政支出总额为18,420,600欧元，当年的债务总额为6,949,060欧元。2022年，翁弗勒尔市镇通过增值税获得647,880欧元的收入，此外当地还共获得了928,420欧元的国家直接财政补助。
| 翁弗勒尔居民收入情况                             | 翁弗勒尔居民收入情况 | 翁弗勒尔居民收入情况  | 翁弗勒尔居民收入情况 |
| 内容                                             | 翁弗勒尔             | 法国                  | 统计年份             |
| ------------------------------------------------ | -------------------- | --------------------- | -------------------- |
| 征税家庭总数                                     | 3,633                | 1,081（法国市镇平均） | 2022年               |
| 居民平均月收入                                   | 2,223欧元            | 2,435欧元             | 2022年               |
| 高级职员人均月收入                               | 4,202欧元            | 4,331欧元             | 2021年               |
| 中级职员人均月收入                               | 2,452欧元            | 2,470欧元             | 2021年               |
| 普通职员人均月收入                               | 1,717欧元            | 1,801欧元             | 2021年               |
| 贫困率                                           | 18%                  | 14.5%                 | 2020年               |
| 青壮年（15至64岁）失业率                         | 17.1%                | 7.4%                  | 2020年               |
| 征税家庭数量占比                                 | 40.5%                | 45.5%                 | 2020年               |
| 家庭年均纳税                                     | 3,427欧元            | 4,393欧元             | 2022年               |
| 资料来源：INSEE、L'Internaute、Le Journal du Net |                      |                       |                      |

## 社会事务

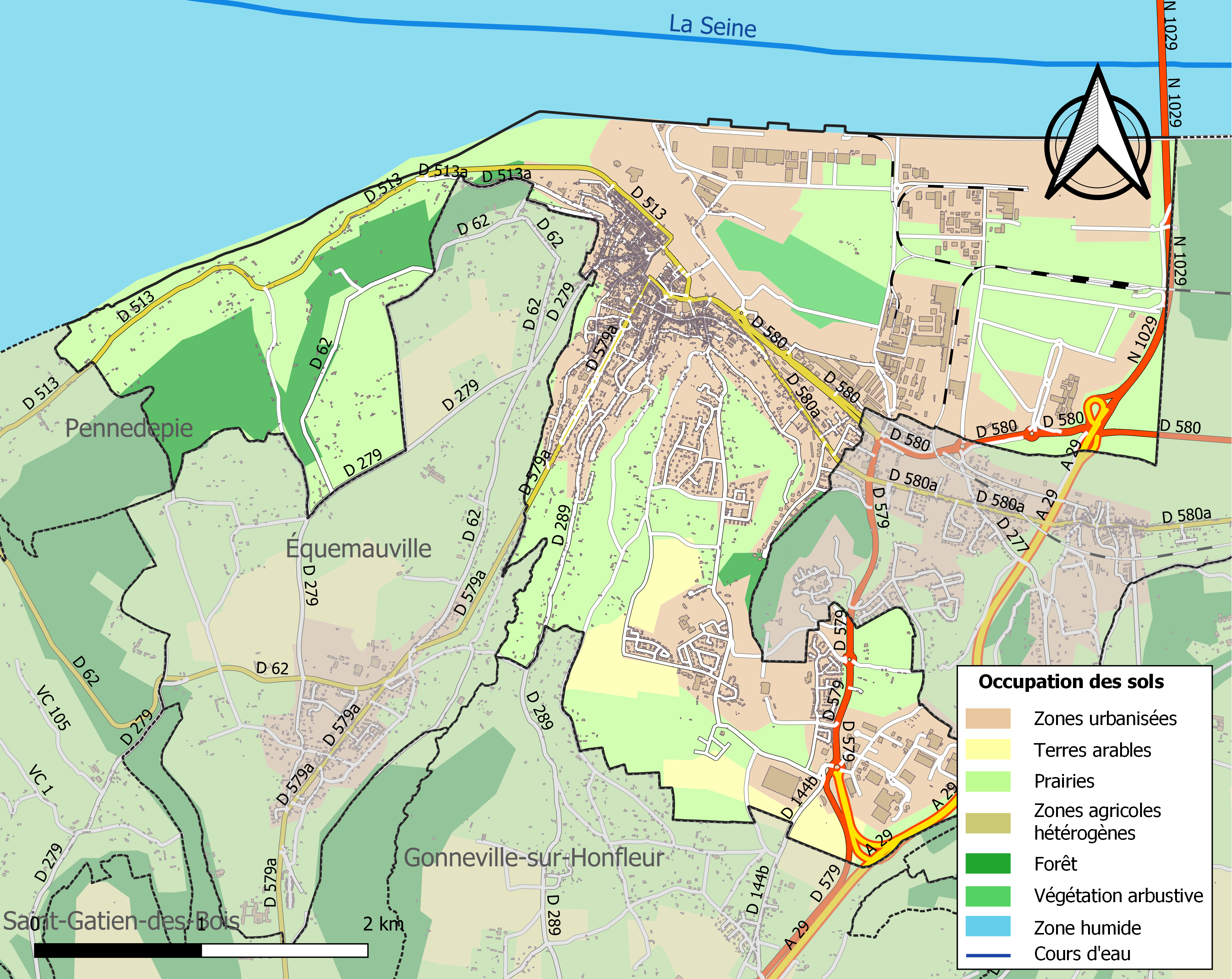
翁弗勒尔土地利用情况地图

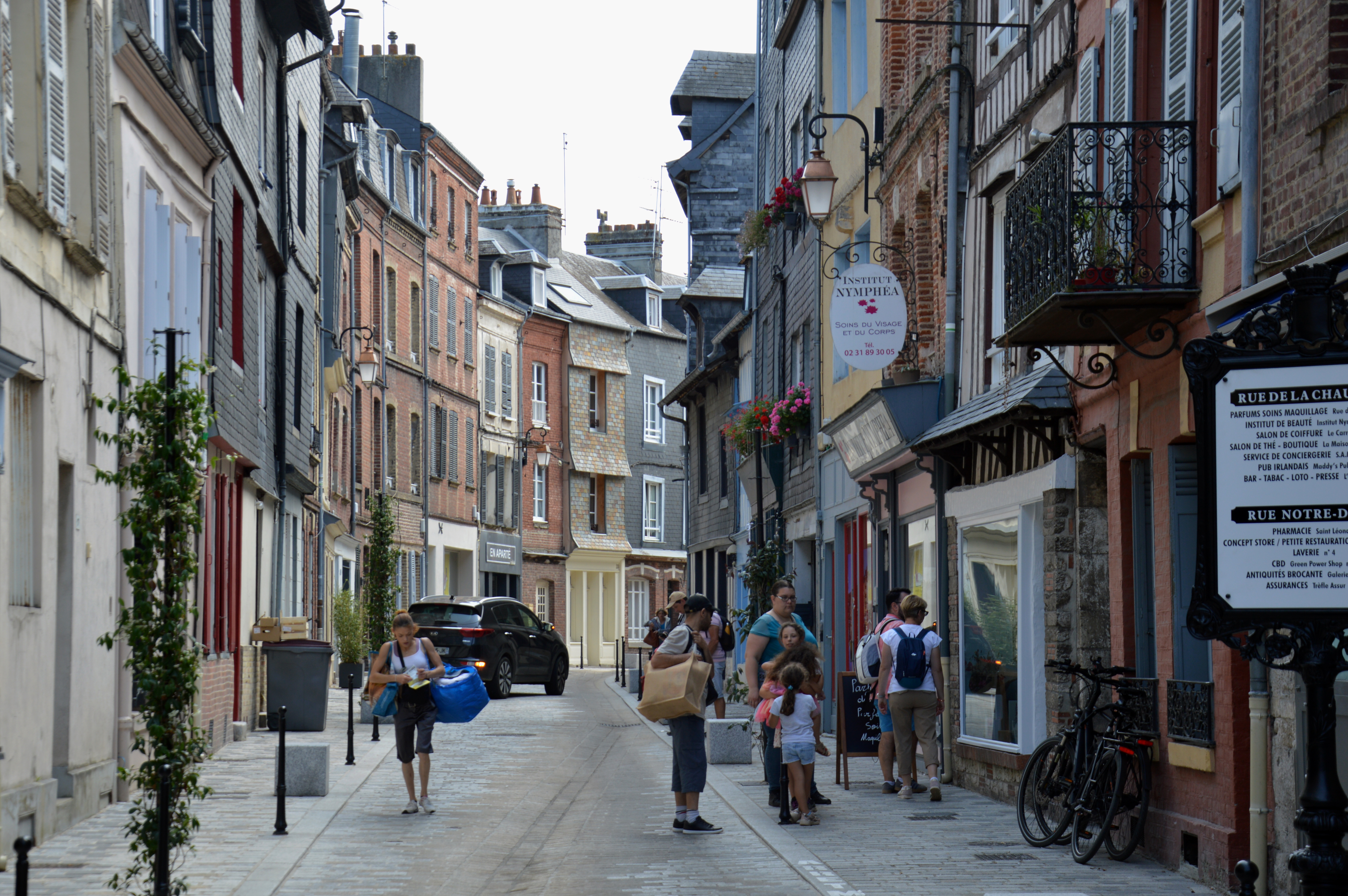
拉绍塞街

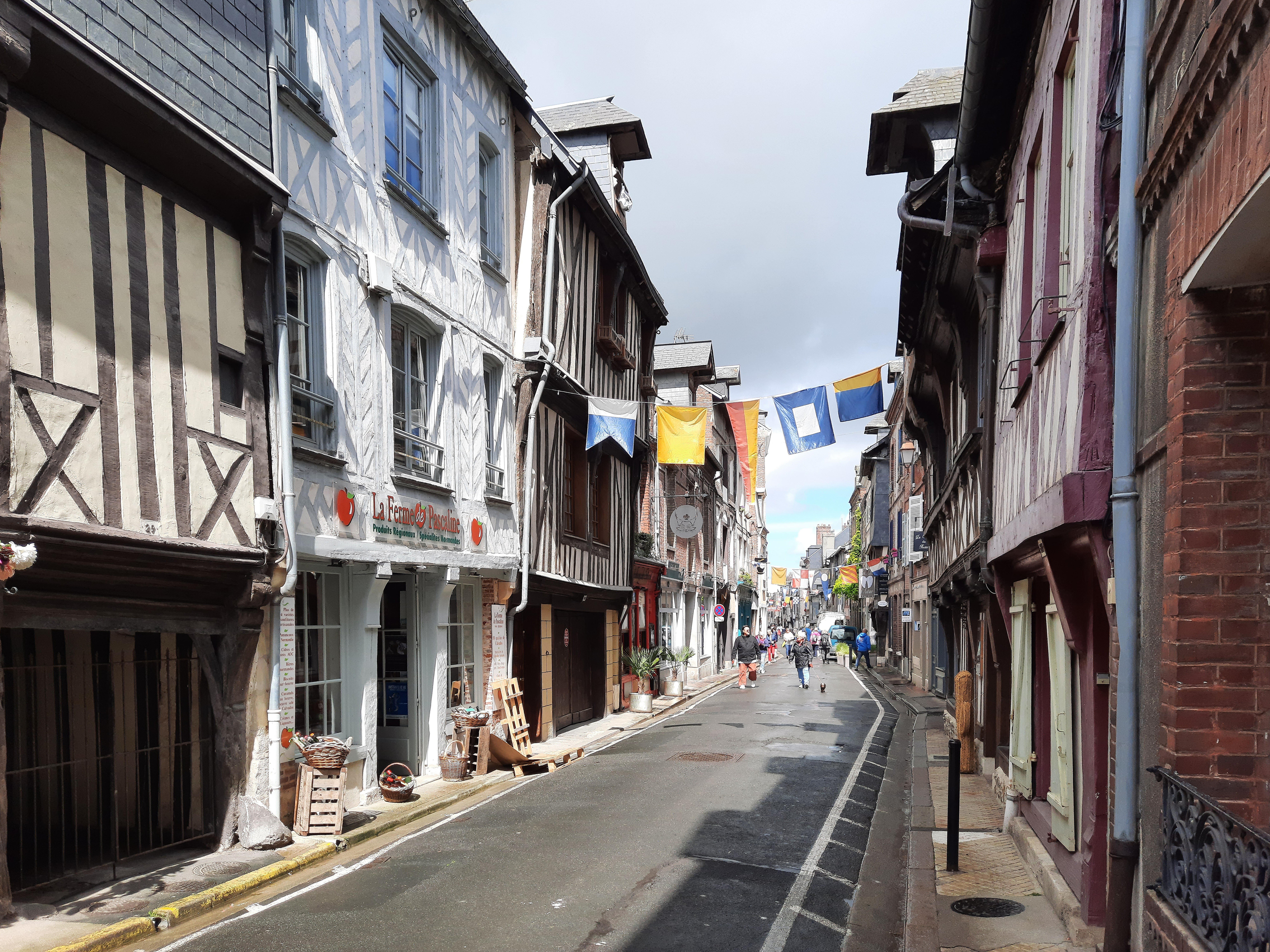
上街

### 教育
翁弗勒尔属于诺曼底学区。截至2021年1月1日，翁弗勒尔境内共有3所小学、2所初级中学和1所普通高中。2022至2023学年度，翁弗勒尔境内共有在校中等教育阶段学生1,068名。

### 医疗
截至2021年1月1日，翁弗勒尔境内共有全科医生10名、保健师12名、牙医2名、护士12名、眼科医生2名、助产士2名和药房3家。
翁弗勒尔中心医院，官方全名为“花之海岸市际中心医院”（Centre Hospitalier intercommunal de la Côte Fleurie），是法国的一个区域性医疗机构，其主病区克里克伯夫医院（Hôpital de Cricqueboeuf）位于翁弗勒尔市区，该院设有床位202个，是当地规模最大的公立综合性医院。

### 住房
2020年，翁弗勒尔境内共有各类住房5,730套，其中40.5%为独立式住宅，59.2%为集中式住宅。常住房屋占翁弗勒尔市镇范围内居民建筑总量的59.0%。
在住房保障政策方面，2022年，翁弗勒尔境内共有879户家庭获得了住房经济补助，受益人数占总人口数量的13.0%，其中870份为房租补助。

### 商业
2021年，翁弗勒尔境内共有各类实体商铺359家，其中餐厅113家、大型超市3家、杂货店10家、面包房18家、肉铺3家、书店3家、装饰品店2家、银行门店7家、美容美发店14家、汽车维修店11家。翁弗勒尔镇中心建有一家家乐福便民超市，市区东部则建有E.Leclerc、Lidl和Coccimarket超市。

### 体育
2021年，翁弗勒尔境内共有1家游泳池、4间体育馆、15处网球场、3处足球或橄榄球场以及3处篮球或排球场。
截至2024年8月，翁弗勒尔体育俱乐部（CS Honfleur，编号500180）是翁弗勒尔境内唯一的一家注册足球俱乐部，该俱乐部成立于1919年，其主队2024至2025赛季参加诺曼底大区足球联赛丙组（法国第八级别），其主场为马塞尔·皮内尔球场（Stade Marcel Pinel）。

### 环境
翁弗勒尔的环境事务由其所属的翁弗勒尔-伯兹维尔地区市镇公共社区联合各级政府协调负责。2021年，翁弗勒尔境内共有3家污染企业。

### 治安
2021年，翁弗勒尔市镇范围内共有1处派出所和1处宪兵队。
翁弗勒尔警区（zone police de Honfleur）的管辖范围共包括5个市镇。2020年，该警区累计记录各类案件576起，其中盗窃类案件329起，经济类案件64起，毒品交易类案件61起。

## 文化
2021年，翁弗勒尔境内共有1家电影院和3家博物馆。翁弗勒尔境内建有莫里斯·德朗热多媒体中心（Médiathèque Maurice Delange），每周二至六向公众开放。

### 建筑
翁弗勒尔境内有多处历史建筑，其中皇家中尉院、圣卡特里娜教堂、圣艾蒂安教堂等为法国国家文物保护单位。

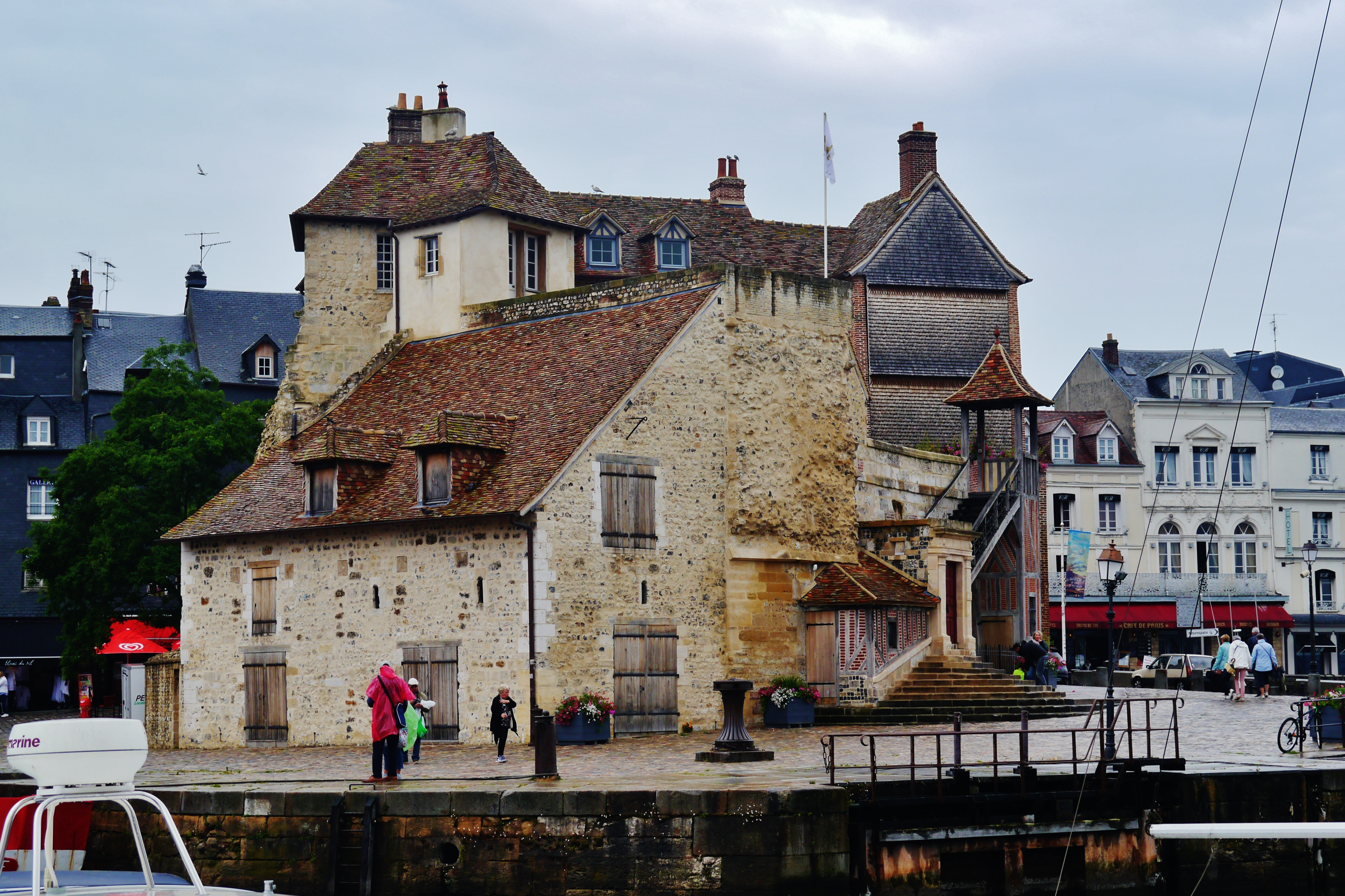
皇家中尉院（法语：Lieutenance de Honfleur）
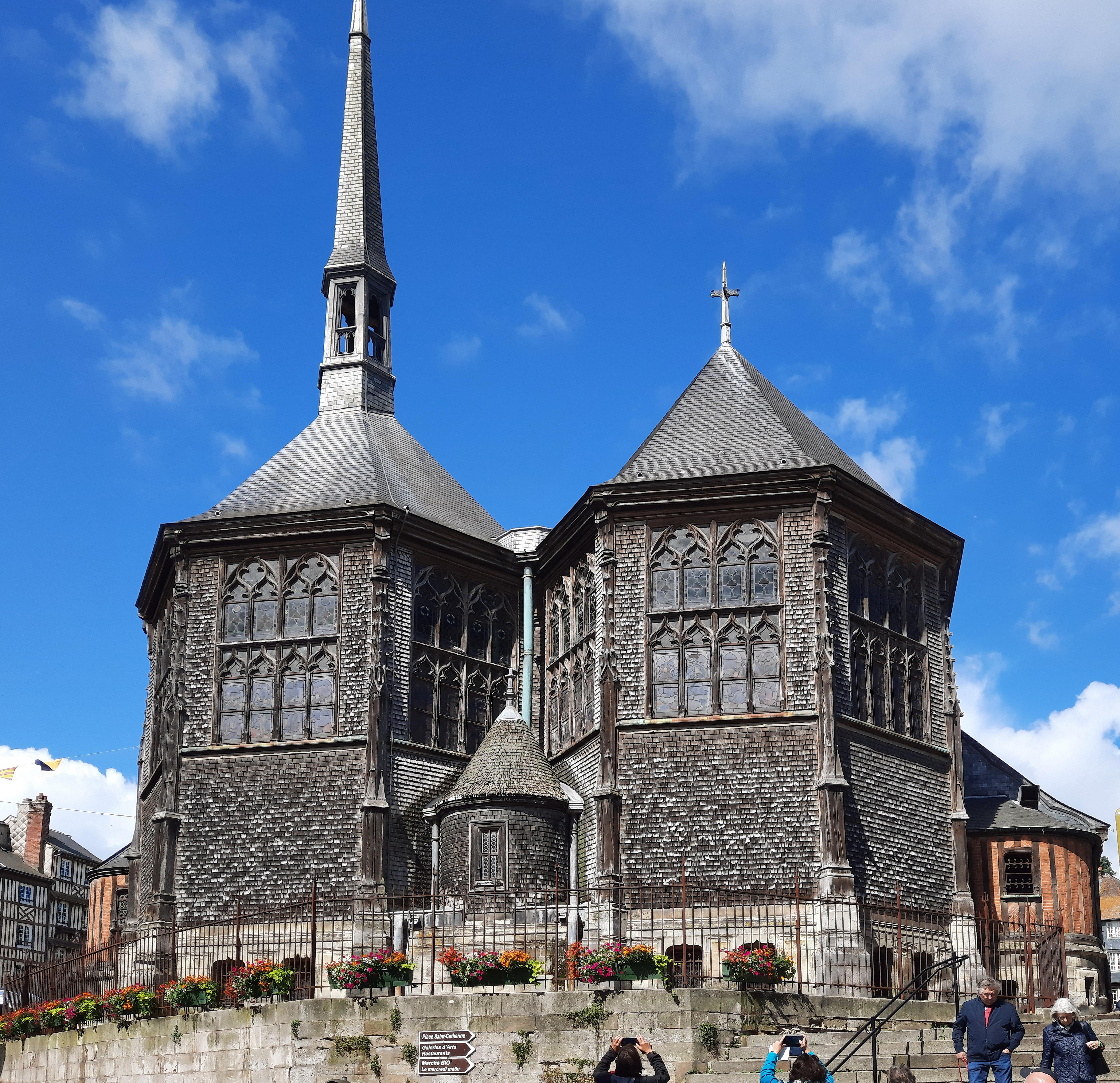
圣卡特里娜教堂（法语：Église Sainte-Catherine de Honfleur）
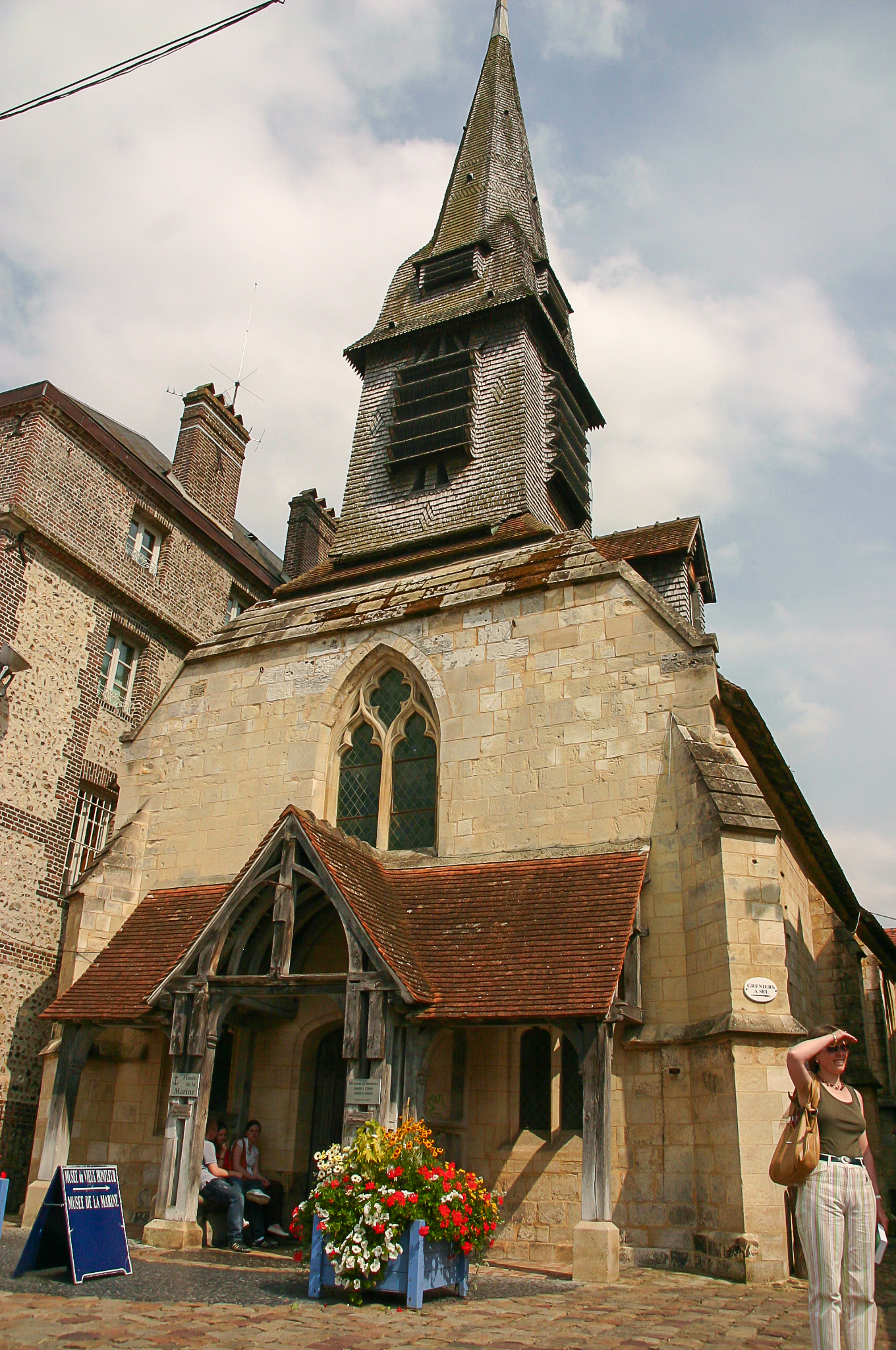
圣艾蒂安教堂（法语：Église Saint-Étienne de Honfleur）
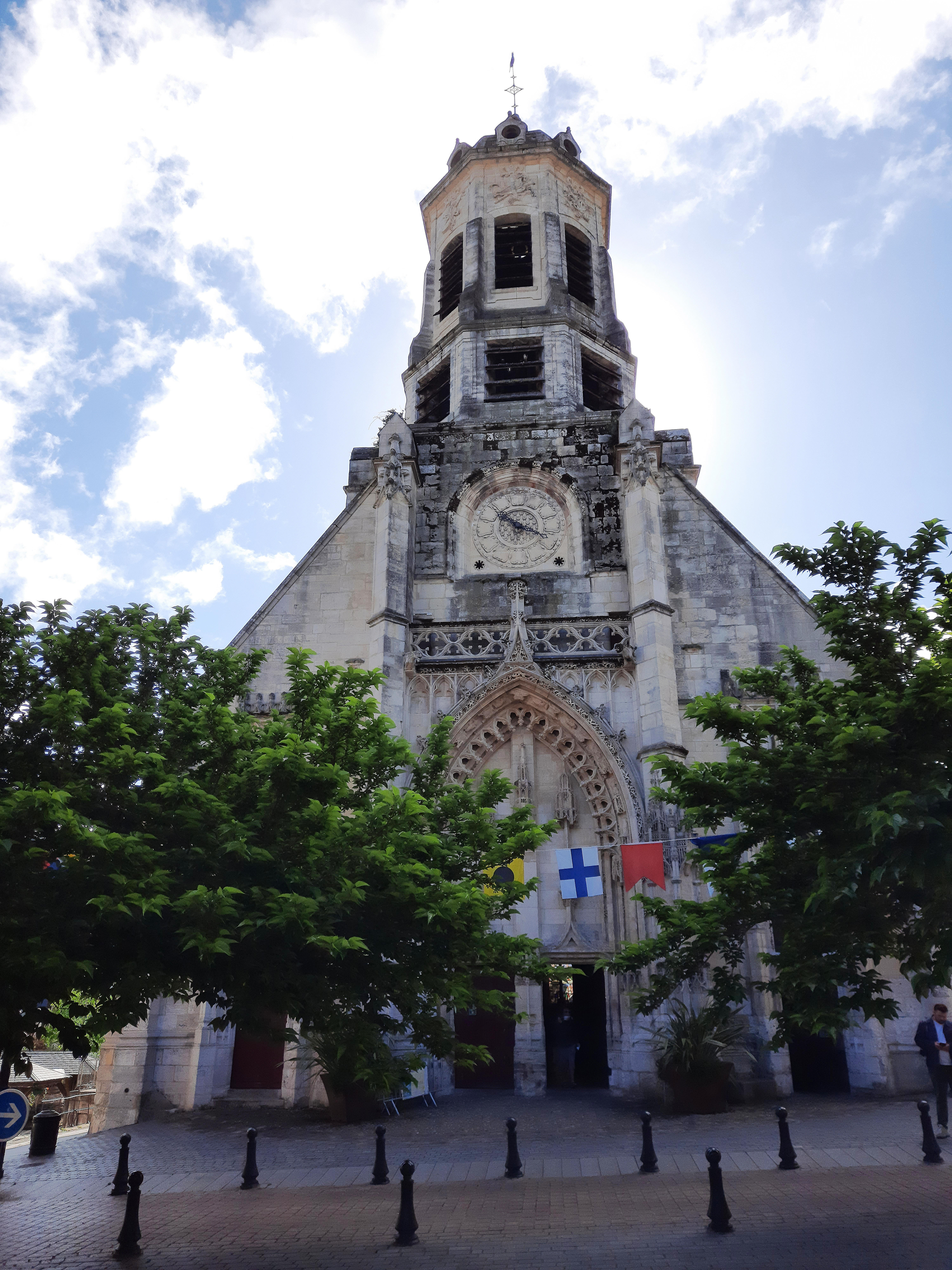
圣莱奥纳尔教堂（法语：Église Saint-Léonard de Honfleur）
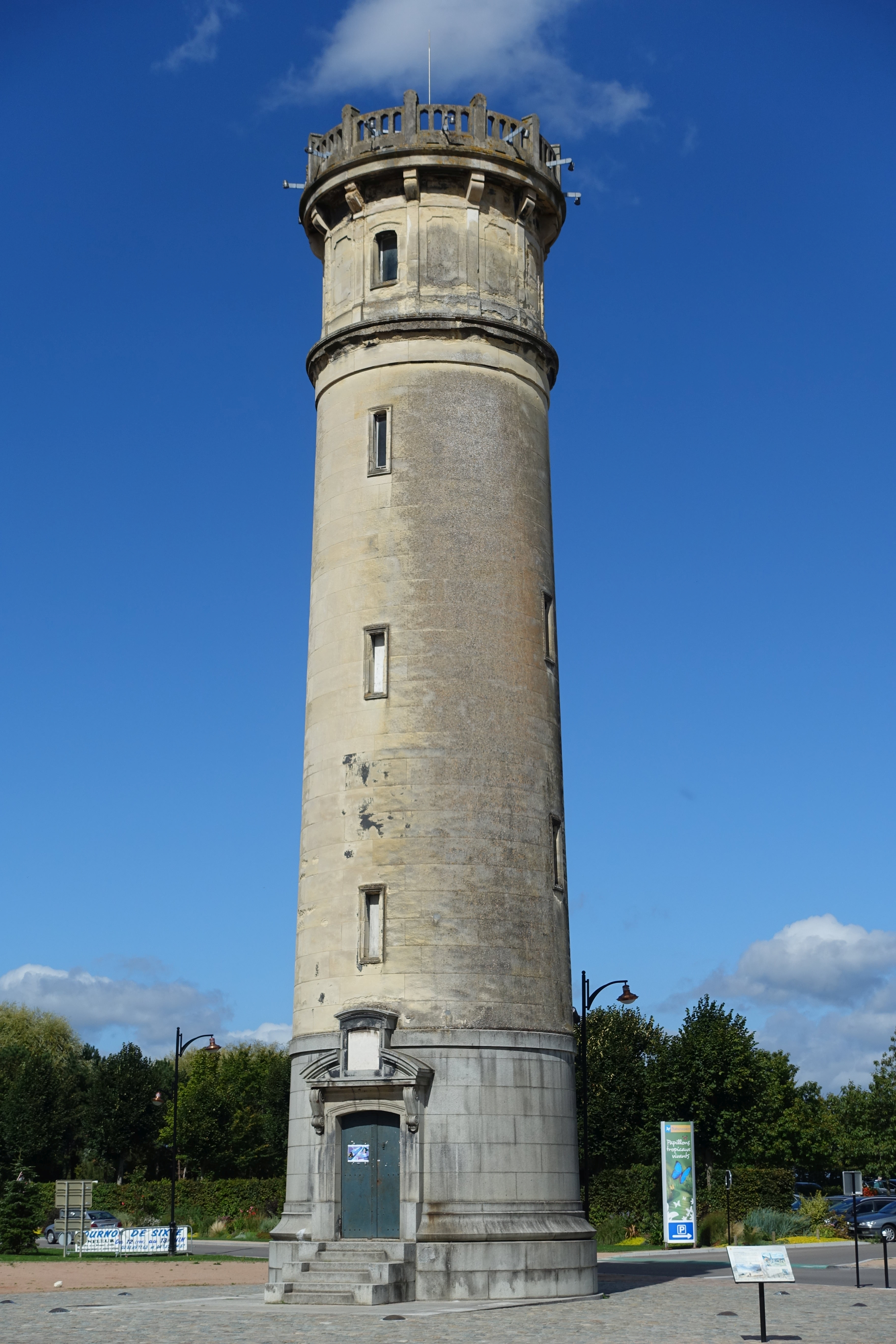
灯塔
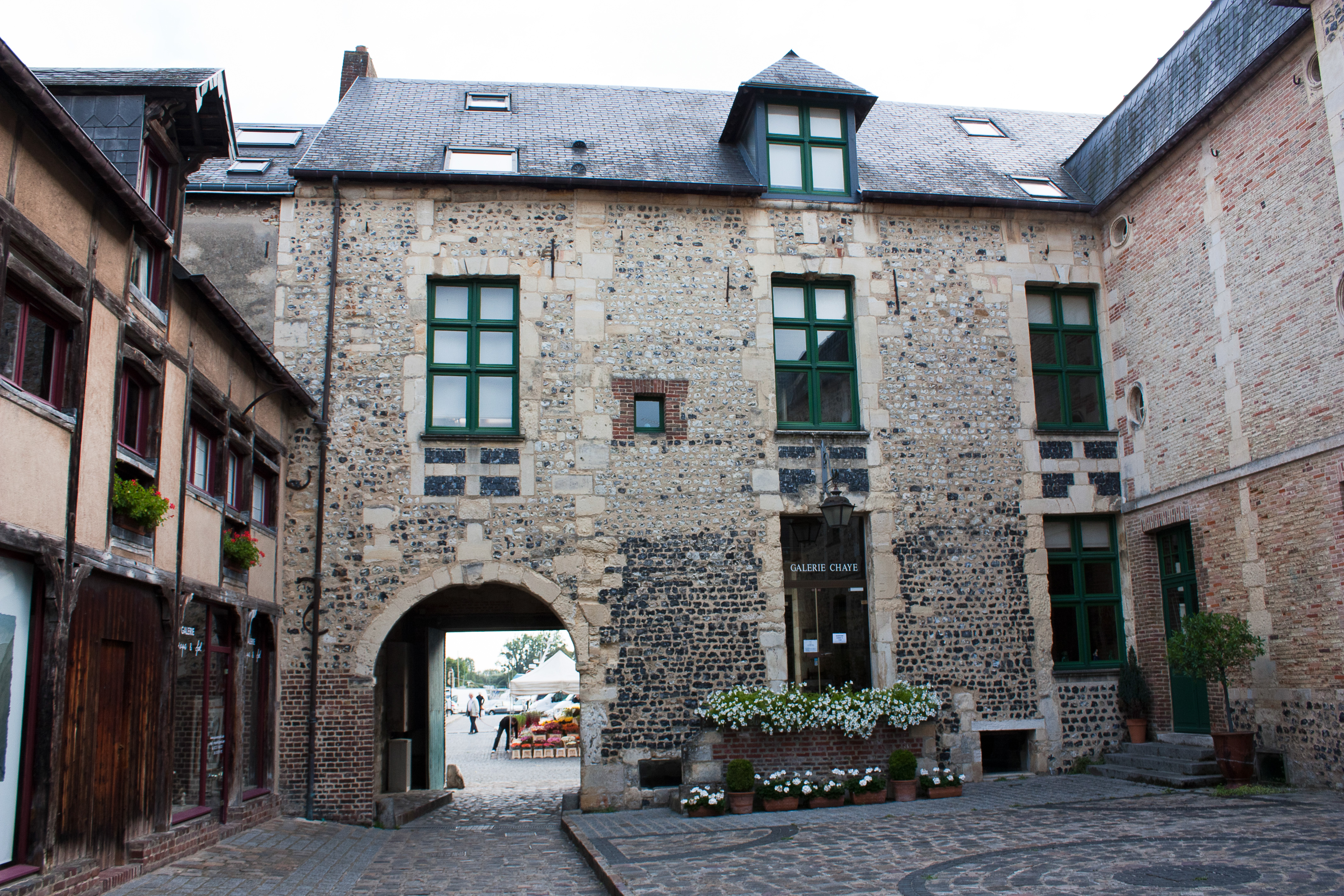
龙什维尔庄园（法语：Manoir de Roncheville）
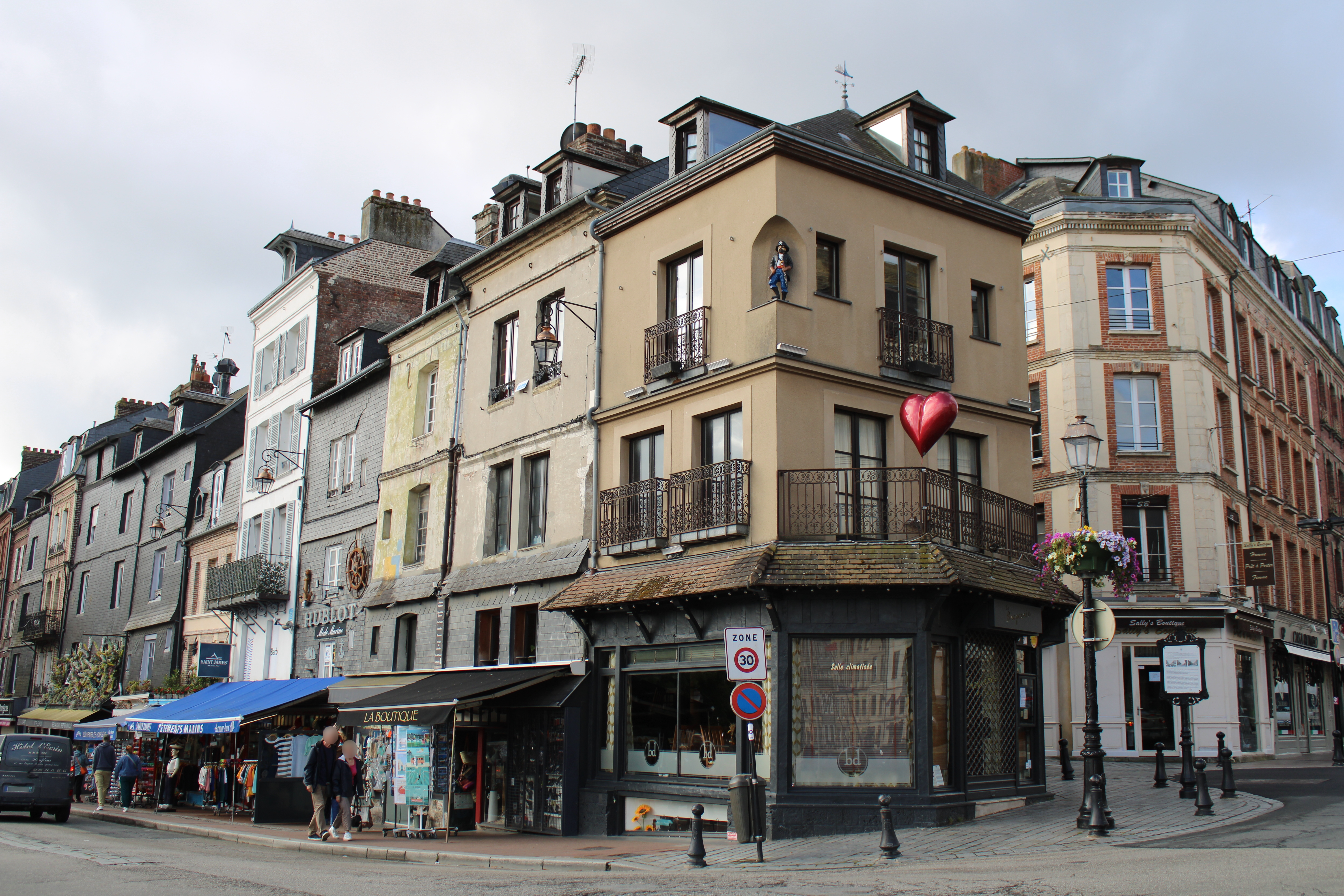
镇中心传统商住楼
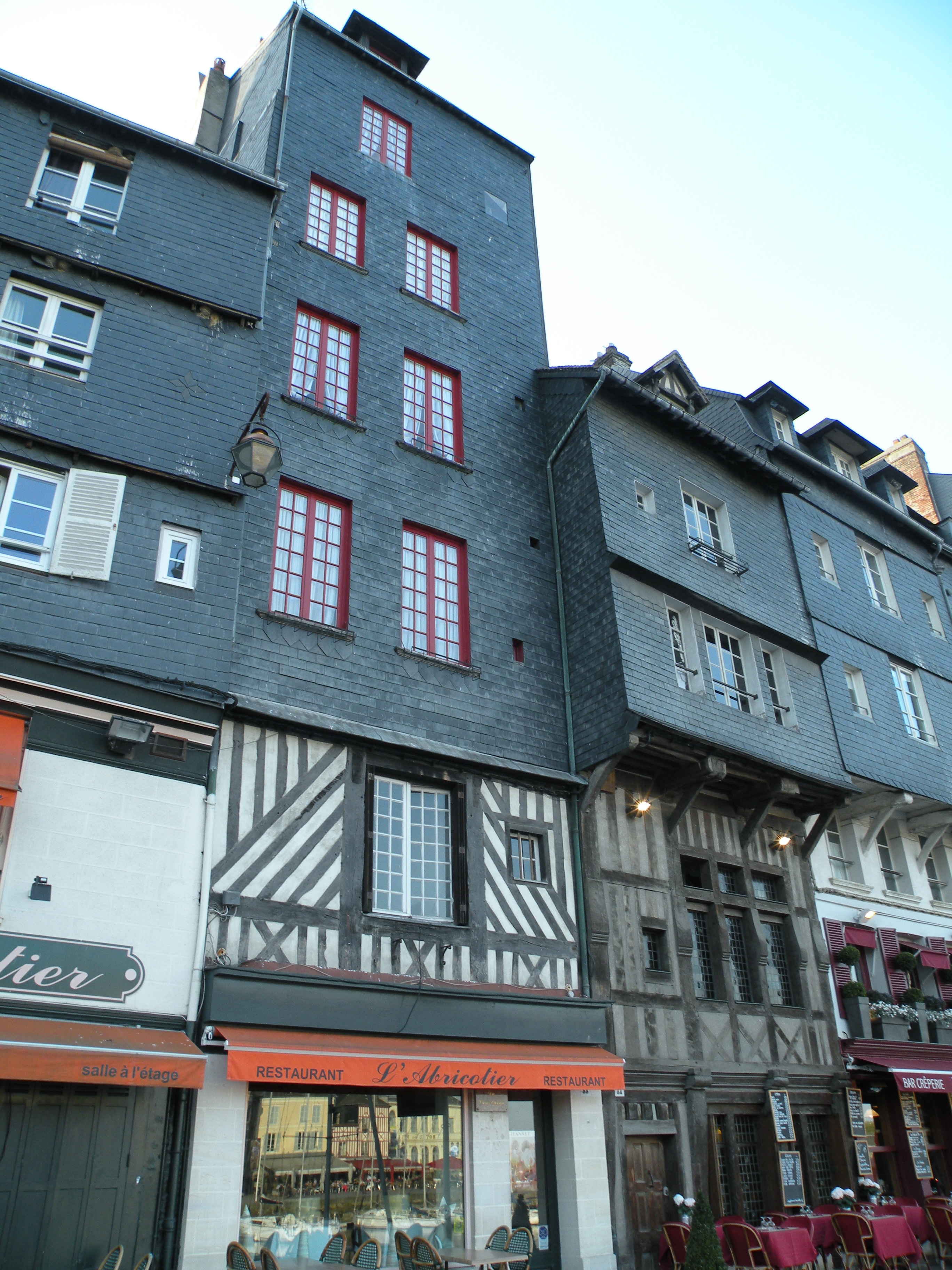
一处居民公寓

### 旅游
翁弗勒尔的旅游事务由其所属的翁弗勒尔-伯兹维尔地区市镇公共社区联合各级政府协调负责。2023年，翁弗勒尔境内共有19家酒店共计650间房间；另有1个露营地，可容纳共88辆露营车。

### 媒体
法国主要的媒体均可在翁弗勒尔接收，法国电视三台下属的诺曼底大区频道在部分时段播出翁弗勒尔所在卡尔瓦多斯省的地方新闻。《法国西部报》、蓝色法兰西诺曼底卡昂广播、666广播等为当地主要的地方性媒体。

## 相关人物
法国画家欧仁·布丹、诗人亨利·德·列尼叶、作家阿尔丰斯·阿莱、历史学家阿尔贝·索雷尔、政治家安德烈·马里、足球运动员马塞尔·皮内尔出生于翁弗勒尔。

## 友好城市
截至2024年8月，翁弗勒尔共与两座城市建立了友好城市关系：
- 德国 美因河畔沃尔特
- 英格兰 桑威奇